# Esclaves del Sagrat Cor
Les Esclaves del Sagrat Cor (en llatí Ancillae Cordis Iesu) són un institut religiós femení de dret pontifici, una congregació de germanes els membres de la qual posposen al seu nom les sigles A.C.I. Va ésser fundada a Madrid el 1877 per santa Rafaela Maria del Sagrat Cor. Les Esclaves del Sagrat Cor es dediquen a la instrucció de la joventut, especialment els més necessitats, la catequesi d'adults i el foment de la devoció al Sagrat Cor de Jesús. L'espiritualitat de la congregació està inspirada en la d'Ignasi de Loiola.

## Història
La congregació va ser fundada a Còrdova per Rafaela Porras y Ayllón (1850-1925). Aquesta havia deixat en 1877 el noviciat de les Germanes de Maria Reparadora, on havia ingressat tres anys abans. Amb quinze novícies més i l'autorització del bisbe Ceferino González comencen a viure en comunitat i funda l'Institut d'Adoratrius del Santíssim Sagrament i Filles de Maria Immaculada. Per malentesos amb el bisbe, va marxar a Andújar i des d'allí a Madrid, en 1877, amb setze religioses. A Madrid, sota la direcció dels jesuïtes i el cardenal Juan de la Cruz Ignacio Moreno y Maisonave, arquebisbe de Toledo, obté l'aprovació diocesana de l'institut el 14 d'abril de 1877, que serà ratificada per la Santa Seu el 29 de gener de 1887. Les constitucions se n'aprovaren el 25 de setembre de 1894.